# 고성 건봉사 불이문
고성 건봉사 불이문(高城 乾鳳寺 不二門)은 대한민국 강원특별자치도 고성군 거진읍 냉천리, 건봉사에 있는 일제강점기의 건축물이다. 1984년 6월 2일 강원특별자치도의 문화재자료 제35호로 지정되었다.

## 개요
한국전쟁 때 폐허가 된 건봉사 절터에 유일하게 남아 있는 건물이다. 불이문은 해탈문이라고도 하는데 불교에서는 번뇌의 세계에서 깨달음의 세계로 들어가는 입구를 뜻하는 문이다. 건봉사터에 남아 있는 불이문은 1920년에 세운 것이다.
불이문은 앞면 1칸·옆면 1칸 규모로, 지붕은 옆면에서 볼 때 여덟 팔(八)자 모양인 팔작지붕을 얹었다. 각각의 기둥에는 금강저 문양을 새겨 놓았으며 앞면 처마 밑에는 ‘불이문(不二門)’현판이 걸려 있다. 이 현판은 조선 마지막 왕세자인 영친왕의 스승이었던 해강 김규진이 쓴 것이다.
불이문의 주변에는 '나무아미타불석주', '능파교비' 등을 세웠다.

## 참고 자료
- 건봉사불이문 - 국가유산청 국가유산포털